# 1890 год в науке
В 1890 году произошли различные научные и технологические события, некоторые из которых представлены ниже.

## События
- 25 сентября — основан национальный парк Секвойя (США).
- 1 октября — Йосемитский национальный парк (США) получил статус национального.
- Французский изобретатель Эдуард Бранли изобрёл чувствительный приёмник радиоволн — когерер и ввёл в общий обиход термин «радио»[1].
- Английский учёный Фрэнсис Гальтон обосновал возможность однозначного опознания человека по отпечаткам его пальцев (опубликовано в 1891—1892 годах)[2].

## Достижения человечества
- Открыта реакция Меншуткина.

## Награды
- Ломоносовская премия
  - Э. Е. Лейст за представленные данные средних температур почвы в Павловске, анализ результатов и важные заключения относительно наиболее целесообразного способа установки почвенных термометров и влияний, оказываемых на температуру почвы различными метеорологическими элементами, в особенности осадками[3][4]:53—108.

## Родились
- Артур Холмс, британский геолог, член Лондонского королевского общества.
- 11 марта — Вэнивар Буш, американский инженер, разработчик аналоговых компьютеров, один из инициаторов создания Национального научного фонда[5].
- 20 декабря — Ярослав Гейровский, чешский химик, иностранный член АН СССР (1966). Создал полярографию, сконструировал (1925, совместно с японским учёным М. Шикатой) первый полярограф. Лауреат Нобелевской премии по химии (1959)[6].

## Скончались
- 3 августа –  Людвиг Барт цу Бартенау, австрийский химик, академик.
- 10 октября — Христофор Хенрик Дидерик Бёйс-Баллот, голландский химик и метеоролог. Иностранный член-корреспондент Петербургской академии наук (1887)[7].
- 26 декабря — Генрих Шлиман, немецкий предприниматель и археолог-самоучка, один из основателей полевой археологии. Прославился пионерными находками в Малой Азии, на месте античной (гомеровской) Трои, а также на Пелопоннесе — в Микенах, Тиринфе и беотийском Орхомене, первооткрыватель микенской культуры.